# Lehrte
Lehrte è una cittadina tedesca della Bassa Sassonia, facente parte del circondario rurale della Regione di Hannover.
Si fregia del titolo di "Comune indipendente" (Selbständige Gemeinde).

## Storia
Il primo documento storico della città risale all'anno 1147. Lehrte era una cittadina i cui residenti vivevano di agricoltura. Nel 1352 venne costruita la prima chiesa di Credo Nikolauskirche, ovvero cultura sassone, di Professione Protestante e devota a San Nicola.

## Geografia fisica

### Posizione
Lehrte confina ad ovest con Hannover.  Gli altri comuni confinanti della Regione sono Sehnde, Isernhagen, Burgdorf ed Uetze. L'intero circondario e regione di Hannover confinano con Peine.

### Suddivisione
La cittadina (22 916 abitanti), conta 9 frazioni (ortsteile):

Ahlten (5.410), Aligse (1.740), Arpke (2.962), Hämelerwald (4.645), Immensen (2.530), Kolshorn (387), Röddensen (260), Sievershausen (2.468) e Steinwedel (1.845).

## Società

### Evoluzione demografica
| Anno | Abitanti |
| ---- | -------- |
| 1638 | 350      |
| 1800 | 565      |
| 1900 | 6.554    |
| 1914 | 9.843    |

| Anno | Abitanti |
| ---- | -------- |
| 1939 | 11.729   |
| 1950 | 19.172   |
| 1970 | 21.974   |
| 1974 | 37.861   |

| Anno | Abitanti |
| ---- | -------- |
| 1981 | 38.371   |
| 1987 | 39.577   |
| 1990 | 40.086   |
| 1995 | 41.728   |

| Anno | Abitanti |
| ---- | -------- |
| 2000 | 43.683   |
| 2005 | 44.149   |
| 2006 | 43.713   |

## Infrastrutture e trasporti

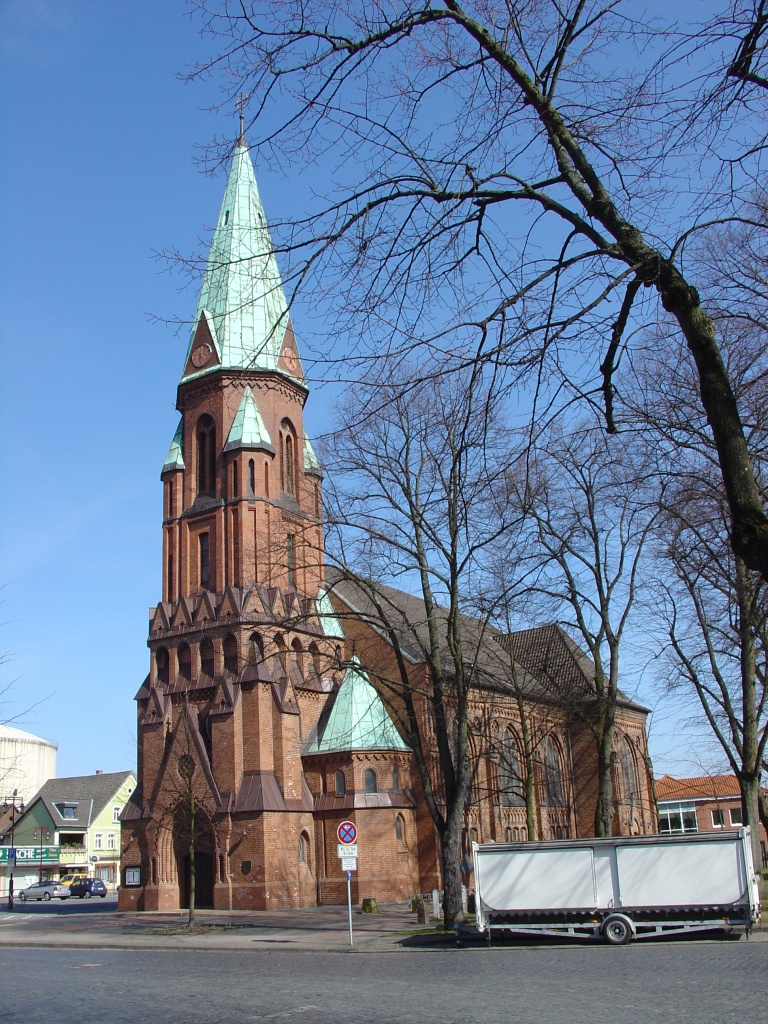
Chiesa di San Matteo

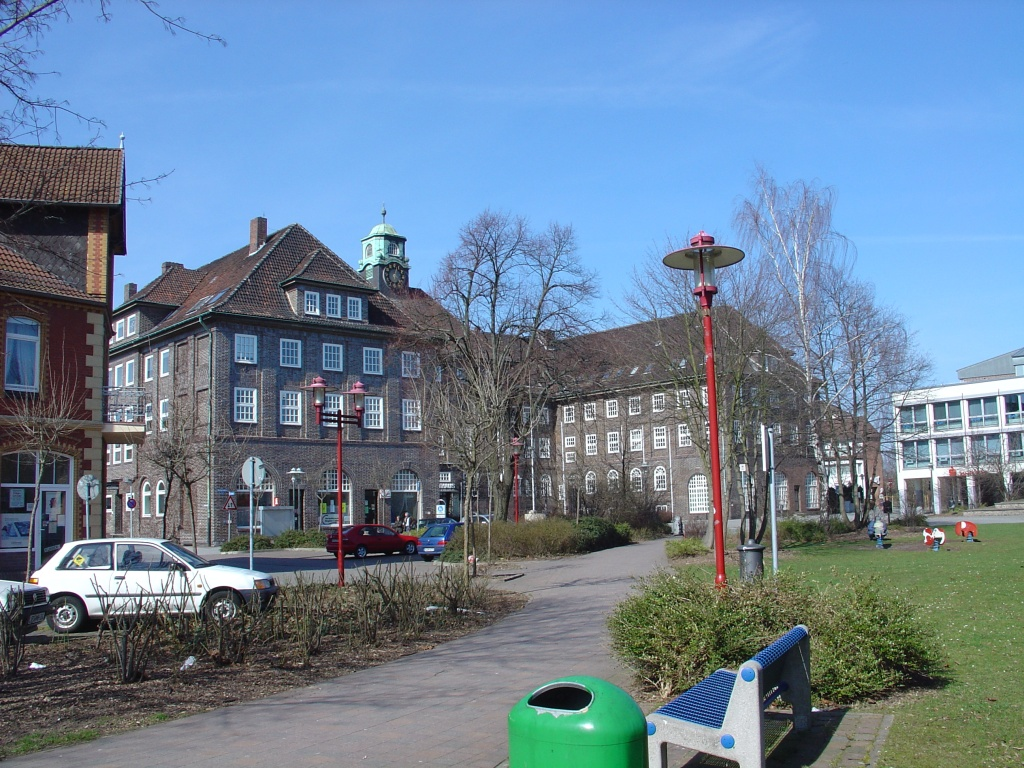
Municipio

Lehrte è servita dalla importante tratta ferroviaria Berlino-Magdeburgo-Braunschweig-Hannover. A causa di ciò, il toponimo della città dà il nome ad una storica stazione di Berlino, la "Lehrter Bahnhof", che nel 2006 è stata totalmente rinnovata e trasformata nella "stazione centrale".

Lehrte è servita dalla linea S3 della S-Bahn di Hannover.

L'autostrada che la serve è la A 2 Oberhausen-Berlino e l'aeroporto più vicino quello di Hannover.

## Amministrazione

### Gemellaggi
- Mönsterås
- Staßfurt
- Trzcianka
- Vanves
- Ypres

### Gemellaggi parrocchiali
- Borna
- Dipartimento di Cauca
- Dipartimento di Valle del Cauca
- Johannesburg